# Zawiszynskaja Rudnia
Zawiszynskaja Rudnia (biał. Завішынская Рудня; ros. Завишинская Рудня, Zawiszynskaja Rudnia) – wieś na Białorusi, w obwodzie mińskim, w rejonie łohojskim, w sielsowiecie Krajsk, nad Dzwinasą. W 2019 roku liczyła 11 mieszkańców.